# Indocalamus wilsonii
Indocalamus wilsonii là một loài thực vật có hoa trong họ Hòa thảo. Loài này được (Rendle) C.S.Chao & C.D.Chu mô tả khoa học đầu tiên năm 1981.